# Jaroslav Prokeš
Jaroslav Prokeš (11. ledna 1895 Kněžice – 30. března 1951, Praha) byl český historik a archivář.

## Život
Otec František Prokeš byl řídící učitel, matka Marie roz. Pižlová, učitelka. Otec zemřel na diabetes v roce 1906.
Jaroslav Prokeš studoval Reálné vyšší gymnázium v Novém Bydžově (1905–1913). Poté nastoupil na Filozofickou fakultu Univerzity Karlovy v Praze (1914–1917). Po absolutoriu složil v roce 1917 učitelskou zkoušku pro obor dějepis-zeměpis a nastoupil na reálném gymnasiu v Berouně (řed. Oktavián Wagner). Hodnosti PhDr. dosáhl 26. ledna 1918, aprobace na učitelství na vyšších středních školách dosáhl 16. prosince 1918. Aby se mohl věnovat studiu české historie nastoupil 24. září 1918 na státní reálku v Praze-Vršovicích. 1. dubna 1919 nastoupil místo koncipisty státního archivu II. třídy. Ředitelem zde byl dr. Ladislav Klicman. Zde vytrval ve stoupajících funkcích nakonec nástupce dr. Klicmana až do konce svých aktivních let. Docentem českých dějin byl jmenován po úspěšné habilitaci dne 17. března 1928 a mimořádným profesorem 21. srpna 1935. Vyučoval také na Státní archivní škole.
Z počátku ve spolupráci se svým univerzitním učitelem a později přítelem prof. Václavem Novotným se věnoval době husitské, později otázce archivnictví. Ředitelem Archivu ministerstva vnitra byl jmenován 28. června 1934.
Z velkého počtu prací jmenujme dodnes oblíbené dvoudílné Obrázkové Dějiny naší samostatnosti (1931) a Dějiny Prahy (1948). Vytištěn byl pouze první díl. Rukopis druhého dílu se ztratil z Archivu Univerzity Karlovy. Celkem publikoval 346 odborných prací.